# South Side Elevated
La South Side Elevated Railroad est une ancienne compagnie de métro de la ville de Chicago. 
Les voies de la South Side Elevated sont toujours utilisées aujourd'hui par la ligne verte et par le tracé nord de la ligne orange, ce tronçon est appelé South Side Main Line.

## Histoire
La ville de Chicago a essayé plusieurs fois de créer un métropolitain, la première tentative eut lieu en 1869. Ensuite, plus de soixante-dix entreprises ont été créées dans le but de commencer la construction et l'exploitation d'un système ferroviaire surélevé entre 1872 et 1900. 
Cet honneur revint finalement à la South Side Rapid Transit Company créée en 1888 et qui avait comme première volonté de construire des voies de chemins de fer entre Chicago et l’État de l’Indiana avant de finalement se lancer dans le chantier du métro de Chicago. 
Lors de son ouverture le 6 juin 1892, le South Side Rapid Transit inaugura un tronçon de 5,8 kilomètres entre Congress Street et 39th Street sur une ligne toute droite à travers les petites ruelles du quartier de South Loop. Ce tracé fut choisi afin de limiter les droits de passages réclamés par la ville pour occuper de grands boulevards. 
Sa première vocation fut de transporter les Chicagoans et les touristes du Loop jusqu’au site de l’Exposition universelle de 1893 à Jackson Park.

### Chronologie

Plan de la South Side Elevated.

Le 3 janvier 1888, la South Side Rapid Transit Company est constituée en vertu des lois régissant les chemins de fer de l'État de l'Illinois. 
Le 26 mars 1888, les échevins de la ville approuvent la franchise permettant à la South Side Rapid Transit de construire un métro aérien à partir d'une position quelconque entre Wabash, Dearborn et Van Buren Street vers le sud jusqu'à la 39th Street (à l'époque les limites de la ville). 
Le 15 janvier 1889, les actionnaires des Chemins de fer de la ville de Chicago, la Chicago Surface Lines (la compagnie qui gère les tramways de la ville) et la South Side Rapid Transit se mettent d’accord afin de coordonner les transports dans la ville. Cette alliance évite également tout monopole sur le réseau puisque chacune des parties achète des actions des autres ce qui permet à la South Side Rapid Transit de financer ses travaux. 
En novembre 1890, un comité international choisit Jackson Park en tant que site de l'Exposition universelle de 1893. Ne voulant pas passer à côté des passagers  potentiels, la South Side Rapid Transit revoit ses plans afin d’étendre sa ligne vers le site de l'exposition. 
En janvier 1892, une commande de locomotives à vapeur est passée à la Works Baldwin pour vingt véhicules de type Vauclain avant qu’une commande de 180 voitures de voyageurs ne soit passée à la société Gilbert, Jackson & Sharp Company. Quelques mois plus tard, 26 autres locomotives sont commandées. 
Le 27 mai 1892 : test du premier service de passagers ; 300 personnes prennent place dans la rame avant l’inauguration du premier service commercial entre Congress et 39th Street le 6 juin 1892. 
Le 14 août 1892, le service est étendu vers le sud jusqu'à 47th Street. 
Le 22 janvier 1893, la structure est complétée à 63rd Street, permettant un service vers le sud jusqu'à la station 61st Street. 
Le 23 avril 1893, le service est étendu jusqu’à Madison Avenue (Dorchester). 
Puisque la ligne n'a pas pu être achevée à Jackson Park à temps pour l’ouverture de l’exposition universelle, une passerelle est aménagée pour les passagers à partir de la station Madison.
Le 12 mai 1893, la ligne est terminée à Jackson Park, emplacement de l’Exposition universelle de 1893. 
Le 31 octobre 1893, au moment de la fermeture de l’exposition universelle, la South Side Rapid Transit réduit la ligne à la station Stony Island qui est rebaptisée plus tard Jackson Park. 
Le 5 octobre 1895, en raison de la baisse du nombre de passagers et de coûts d'exploitation élevés, la South Side Rapid Transit est incapable de couvrir les intérêts dus sur les titres d’action en circulation. La Northern Trust Company et la Trust Illinois & Savings Bank, qui agissent comme fiduciaire pour les porteurs d'obligations, forcent l'entreprise à se déclarer en faillite. 
Le 14 janvier 1897, la South Side Elevated Railroad est constituée afin de reprendre les actifs de la South Side Rapid Transit. 
1er avril 1897, à la suite de la recommandation de Frank J. Sprague alors agent de maintenance pour Sargent & Lundy (société qui avait été retenue par la South Side Elevated afin de superviser l'électrification de leur ligne) propose d'équiper 120 des 180 rames de passagers d'un branchement électrique pour les lumières, radiateurs, moteurs, contrôles et système de freinage. Plus important il dévoile pour la première fois ses plans d’unité multiple. Son système de rames fit ensuite le tour du monde, on en voyait encore dans les années 1980 dans le métro de Paris sous le nom de Sprague-Thomson entre autres et les rames d’aujourd’hui en sont encore largement inspirées. 
Le 18 octobre 1897, à la suite de l'achèvement du Loop, la South Side Elevated décide de ne plus utiliser son terminus de Congress Street, toutes ses rames font désormais demi-tour sur la voie extérieure du Loop à sens inverse des aiguilles d’une montre.
Le 12 novembre 1897, la première démonstration d’une MU Sprague à Chicago. L’alimentation est assurée à partir d’un câble de caténaire d’une ligne de trame installé le long de la voie. L’opération remporte un franc succès et cinq jours plus tard commence un essai jusqu’à la fin de l’année d’une rame de cinq wagons sur le réseau. 
15 avril 1898, le premier train à commande électrique MU Sprague parcourt l'ensemble de la ligne de la South Side Elevated. Cinq jours plus tard, vingt voitures sont mis en service mais dix-sept sont retirées le soir même à la suite d'un problème mécanique résolu rapidement. 
27 juillet 1898, la conversion à la traction électrique sur le réseau de la South Side Elevated est terminée et toutes les locomotives à vapeur sont retirées du service. 
Le 19 octobre 1898, c'est la journée du Jubilé, trois jours de célébration de la victoire de l'Amérique dans la guerre américano-espagnole, attire des foules énormes au centre-ville, où les tramways sont interdits de circulation. Gros succès de foule pour la South Side Elevated qui opère une moyenne de 240 véhicules par heure à destination du Loop pour une fréquentation de plus 129 000 passagers, un exploit qui aurait été impossible sans le contrôle électrique des MU Sprague. 
Le 10 mars 1902, en raison de la congestion sur le Loop, la South Side Elevated réactive le terminal de  Congress Street durant les heures de pointe.
Le 16 mars 1903, la ville donne l'autorisation d’ajouter une piste supplémentaire entre 12th Street et 43rd Street afin de reconstruire les stations entre ces deux stations et d’en fluidifier le passage des rames. 
14 mai 1903, un accord préliminaire est conclu afin de permettre à la South Side Elevated de construire des branches vers Union Stock Yards et vers Kenwood. 
Le 3 novembre 1905, la première phase de la branche Englewood s’ouvre depuis State Street à la station 58th Street ou les passagers peuvent basculer les la ligne vers Jackson Park. 
Le 10 décembre 1905, le service d’Englewood est étendu à Wentworth Avenue. 
Le 11 janvier 1906, de Wentworth les rames continuent désormais vers l’ouest jusqu’à Princeton Avenue. 
Le 24 décembre 1906, la branche est étendue jusqu’à Halsted Street, activant aussi la station de Parnell Street. 
Le 25 février 1907, le service d’Englewood est étendu à l'ouest vers Racine Avenue. 
Le 25 mai 1907, la branche vers Plain Park de Englewood vers 69th Street est ouverte. 
Le 26 mars 1907, après quatre ans de travaux, le service express commence entre le 12th Street et 43rd Street garce aux nouvelles stations reconstruites de manière plus éloignée. Ce service n’est utilisé qu’en heure de pointe. 
13 juillet 1907, la branche Englewood est complétée jusqu’à son terminal à Loomis Boulevard. Le terminal comprend également un chantier d'entretien des rames Sprague. 
Le 20 septembre 1907, la branche Kenwood s'ouvre entre 42nd Street et Oakenwald à la station Indiana. À la même date le service express est prolongée de 12th Street jusqu’au Loop. 
Le 8 avril 1908, la branche Stock Yards s'ouvre  à partir de la station Indiana. 
En juin 1911, une première réunion de consolidation du système de transport en commun rapide de Chicago a lieu. Les quatre compagnies, la Northwestern Elevated, la South Side Elevated, le Metropolitan West Side Elevated et la Lake Street Elevated se réunissent sous une association «volontaire» sous le nom Chicago Elevated Railway.
le 3 novembre 1913, sous l’impulsion du Chicago Elevated Railway, un service dit Crosstown est initié dans un premier temps entre Linden et Jackson Park et entre Wilson et Engelwood. 
Le 4 novembre 1913, une autre proposition de Crosstown est formulée entre Kimball et 61th Street.
Le 9 janvier 1924, les quatre compagnies ; la Northwestern Elevated, la South Side Elevated, la Metropolitan West Side Elevated et la Lake Street Elevated fusionnent sous l’égide de Samuel Insull et le nom de Chicago Rapid Transit.